# Ігнят Йов
Ігнят Йов (серб. кир.: Игњат Јоб; 28 березня 1895 року — 28 квітня 1936 року) — художник, представник кольорового експресіонізму протягом 1930-х років. 

## Біографія
Ігнят Йов народився в Дубровнику 28 березня 1895 року. Його сім'я походила з Удіне, сучасна Італія, але спочатку визнали себе католиками-сербами, а потім хорватами ; Сам Йов визнаний сербом. Батько Йова помер, коли Йову було 5 років.  Він відвідував школу в Дубровнику до 1910 р. Важливий вплив на його ранній художній розвиток мав його старший брат Кв'єто (1892—1915). Як активний прихильник незалежності від Австро-Угорщини, молодий Ігнят Йов був заарештований у 1912 році разом з іншими молодими націоналістами та засуджений до місячного ув'язнення. У 1913 році, коли Йову було 18 років, народилася його дочка Марія. Знову заарештований, він провів час у в'язниці в Шибенику, а потім був перевезений до психіатричної лікарні до вересня 1916 р.  Травматичний досвід його дворічного перебування у психлікарні пригнічував Йова в наступні роки, залишив слід роботі, особливо на Божевільних у дворі, малюнок, який, як вважають, був зроблений між 1916 і 1919 рр. 

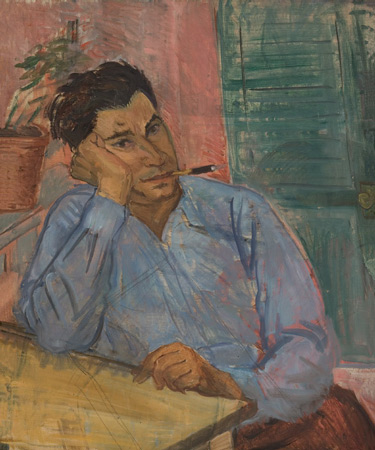
Автопортрет, полотно, олія, 1931 рік

У 1917 році Йов переїхав до Загреба зі своєю матір'ю та молодшим братом Ніколою, де вступив до коледжу мистецтв та ремесел. Йов закохався і одружився з Вікторією Оршич. Провівши літо в Дубровнику та на Лопуді, пара перебралася на осінь до Загреба. Однак вони розлучилися в 1920 році. Того ж року мати Йова померла, і через нерегулярність відвідування він втратив місце в коледжі.  Сімейне багатство було використано на примусові військові позики, придбання квартири в Загребі та освіту дітей. 
У грудні 1920 р. Йов поїхав до Італії, відвідавши Рим, Неаполь та Капрі. Подорожуючи назад через Дубровник та Загреб, він поїхав до Белграда проводячи там час із місцевими художниками-модерністами, зокрема Петром Добровичем. Там же, у 1923 році, Йов одружився зі своєю другою дружиною Живкою Цветкович, а їхня дочка Цвєта народилася влітку 1924 року
Навесні 1925 р. У Йова діагностували туберкульоз, і він провів літо на лікуванні в ущелині Овчар-Каблар після чого сім'я переїхала в село Куліна, що поблизу Крушеваця. Там він писав свої спогади про узбережжя а невеликих панно.
Йов прийняв православне християнство і вінчався зі своєю другою дружиною в церкві Святого Сави в Белграді. Син Йова Растко, названий на честь кума письменника Растка Петровича, народився в жовтні 1925 року. Незабаром він захворів і помер у березні наступного року.
Влітку 1927 року сім'я переїхала до Водіце, поблизу Шибеника, а з 1928 року вони жили в Супетарі на острові Брач . Там Йов розпочав найбільш творчий час своєї кар'єри, і його стиль став нагадувати стиль Ван Гога. Йов зосередився на тому, щоб зафіксувати імпульс його особистих почуттів, і сильна виразність стала особливістю його творчості. Наступного 1929 року він провів свою першу персональну виставку в Спліті, яка була добре сприйнята як громадськістю, так і критиками.
Між 1934 і 1935 рр. Йов жив у Белграді та Загребі, а потім повернувся до Супетара. Він помер від туберкульозу в клініці Загреба 28 квітня 1936 р.

## Творчість

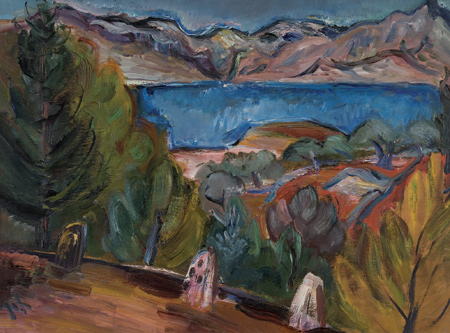
Пейзаж (Pejzaž), олія на панно, 1935

Пейзажі Йова в Далмації нагадують стиль Ван Гога. Найвідоміший завдяки своїй серії картин, натхненних життям на острові Брач. На його картинах були зображені середземноморський пейзаж, мотиви міста Супетар, риболовецькі теми, рідше портрети та ню. Найкраща робота Ігната Йова була створена за дуже короткий проміжок часу. На початку 20-х років його живопис все ще демонструє вплив Весняного салону із закругленими формами в більш приглушених кольорах. Проте Йов став одним із найвиразніших художників на хорватській сцені 20-30-х років. У своїх пізніших роботах він продемонстрував прийоми фовізму та виразне використання кольору. Його мистецтво було засноване на земному стилі острівного життя, і він переслідував своє власне бачення.

## Спадщина
Твори Йова увійшли до антологій хорватського, сербського та югославського мистецтва .

## Твори

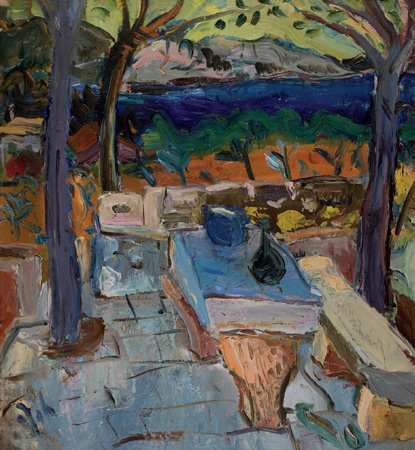
1935 полотно, олія Stone Table (Камені КВП) Іова з'явився в серії марок хорватського сучасного мистецтва,

Зображення картин Ігната Йова можна побачити в Інтернеті на вебсайті Adris Group, Arte Galerija, Galerija Remek-Djela та Галереї Браніслава Дешковича в Болі .

## Виставки
За життя Ігнят Йов влаштовував виставки своїх робіт у Спліті, Загребі та Белграді.

### Персональні виставки
- 2007 Галерея Адріс
- 1997 Робота Ігнята, Художній павільйон у Загребі
- 2013, Національний музей Сербії

### Групові виставки
- 2009 р. 100 Godina Спрє Umetnosti, Національний музей, Белград
- 2007 і 2008 рр. З фондів музею — Музей сучасного мистецтва Дубровник, Дубровник

### Публічні колекції
Його роботи можна знайти в таких публічних колекціях:
Хорватія
- Сучасна галерея, Загреб, Хорватія
- Галерея образотворчих мистецтв, Спліт
- Галерея образотворчих мистецтв, Задар
- Galerija umjetnina Branislav Dešković, Бол, острів Брач, Хорватія
- Музей сучасного мистецтва Дубровник, Дубровник

Сербія
- Меморіальна колекція Павла Белянського, Новий Сад
- Музей сучасного мистецтва (Muzej Savremene Umetnosti), Белград
- Національний музей Сербії
- Парламент Сербії
- Музей міста Белград